# Тапакуло великий
Тапакуло великий (Scytalopus macropus) — вид горобцеподібних птахів родини галітових (Rhinocryptidae).

## Поширення
Ендемік Перу. Поширений у центральних Андах від півдня провінції Амазонас до Хуніна. Трапляється в моховому підліску високогірних вологих лісів та їх узліссях, переважно на висоті від 2400 до 3500 м над рівнем моря.

## Опис
Птах завдовжки до 14 см. Самці важать від 36 до 43 г, а дві зважені самиці важили 32 і 32,5 г. Це найбільший вид роду Scytalopus. Забарвлення однорідно темно-сіре.